# Antonio Santillán Esteban
Antonio Santillán Esteban (Madrid, 1909 - Barcelona, 1966) més conegut amb el pseudònim d'A.S. Estevan fou un director de cinema i guionista espanyol. Va dirigir pel·lícules com Enemigos (1942), La noche del martes (1944), Sucedió en mi aldea (1956), Cuatro en la frontera (1958) i Trampa mortal (1963).
Antonio Santillán inicià la seva carrera cinematogràfica com a director de doblatge i distribuïdor. Durant aquesta etapa va treballar en diferents empresas com Fono Barcelona, Acústica, Orphea, Parlo Films i Balcázar. Debutà com a director amb Enemigos, l'any 1942. Després de realitzar La noche de los martes el 1944 parà de rodar. Set anys després Ignació F. Iquino el contractà per rodar Almas en peligro. Més tard, va presidir la productora Cooperativa Constelación.

## Filmografia

### Com a director
- Enemigos (1942)
- La noche del martes (1944)
- Almas en peligro (1952)
- El presidio (1954)
- El ojo de cristal (1956)
- Sucedió en mi aldea (1956)
- Hospital de Urgencia (1956)
- Cuatro en la frontera (1958)
- Cita imposible (1958)
- Los desesperados (1960)
- Senda torcida (1962)
- Trampa Mortal (1963)

### Com a guionista
- Almas en peligro (1952)
- Sucedió en mi aldea (1956)
- Hospital de Urgencia (1956)
- Los desesperados (1960)
- La venganza de Clark Harrison (1966)